# Международная арбитражная лига
Международная арбитражная лига (англ. — International Arbitration League) была обществом пацифистов, которым руководили представители рабочего класса.
Первоначально Лига была основана на базе Британского комитета мира рабочих (British Workmen's Peace Committee) лауреатом Нобелевской премии мира сэром Уильямом Кримером и членами распущенной Лиги реформ (Reform League). В 1870 году она была известна как Ассоциация рабочих мира (Workmen's Peace Association), позже стала Международной арбитражной лигой, имеющей представителей в большей части Европы.
Организацией руководили представители рабочего класса, настроенные против увеличения военных расходов или вмешательства в континентальные войны. Лига пропагандировала идею «высшего суда наций» (High Court of Nations) и развитие международного права. В первые годы своего существования Лига финансировалась Обществом мира (Peace Society), которое было преимущественно христианской организацией, стремившейся к абсолютному пацифизму. Вместо продвижения подхода Общества мира Лига стремилась к созданию арбитража, подходы которого были знакомы ее членами, поскольку арбитраж, как известно, оказывался полезным в трудовых спорах. С 1889 года Лига пропагандировала разоружение, так и не встав на позиции абсолютного пацифизма.
Радикальный реформатор Говард Эванс в разное время был председателем Лиги, заместителем председателя, секретарем и казначеем. Он написал ее манифест. Первой статьей манифеста было учреждение «Высшего суда наций». Он также был редактором журнала «Арбитр» с 1872 года. 
Уильям Кример руководил Лигой до своей смерти в 1908 году.
Во время Первой мировой войны Лига поддерживала использование армий союзников в качестве оборонительной меры. После окончания войны Лига поддержала создание Лиги Наций.
Позднее, в 1958 году, организация была включена в состав основанного Хью Шонфилдом Содружества граждан мира (Commonwealth of World Citizens), которое позже получило название «Мондивитанская республика» (эсп. — Mondcivitan Republic).

## Дополнительные ссылки
- International arbitration
- International Arbitration and Peace Association